# The Rising of the Shield Hero (Anime)/Episodenliste
Diese Liste ist eine Übersicht über alle produzierten und ausgestrahlten Folgen der Fantasy-Anime-Fernsehserie The Rising of the Shield Hero, deren erste Staffel zwischen dem 9. Januar und 26. Juni 2019 im japanischen Fernsehen gezeigt wurde.

## Produktion
Die Produktion der Anime-Fernsehserie basierend auf der Fantasy-Romanreihe The Rising of the Shield Hero (Originaltitel Tate no Yūsha no Nariagari) der japanischen Autorin Aneko Yusagi wurde am 22. Juni 2017 bekannt gegeben. Die 25 Episoden umfassende erste Staffel entstand unter der Regie von Takao Abo im Studio Kinema Citrus, während Masahiro Suwa als Animationsregisseur die von Seira Minami erschaffenen Charakterdesigns animiert. Der australische Komponist Kevin Penkin komponierte die Serienmusik zur ersten Staffel, die von Hiromitsu Ijima und Shunichi Uemura produziert wurde.
Im Rahmen der Crunchyroll Expo im Jahr 2019 wurde angekündigt, dass der Anime eine Fortsetzung in Form einer zweiten und dritten Staffel erhalten werde, deren Zeitpunkt der Ausstrahlung zu der Zeit der Bekanntmachung noch unbekannt war. Im Laufe des Jahres 2020 wurde schließlich der Start der zweiten Staffel für das Jahr 2021 festgelegt. Im Juli 2021 wurde der Start auf April 2022 verschoben.

## Übersicht
| Staffel | Episodenanzahl | Erstausstrahlung in Japan | Erstausstrahlung in Japan | Deutschsprachige Erstausstrahlung | Deutschsprachige Erstausstrahlung |
| Staffel | Episodenanzahl | Staffelpremiere           | Staffelfinale             | Staffelpremiere                   | Staffelfinale                     |
| ------- | -------------- | ------------------------- | ------------------------- | --------------------------------- | --------------------------------- |
| 1       | 25             | 9. Januar 2019            | 26. Juni 2019             | 16. Juli 2020                     | 10. Oktober 2020                  |
| 2       | 13             | 6. April 2022             | 29. Juni 2022             | unbekannt                         | unbekannt                         |
| 3       | 12             | 6. Oktober 2023           | 22. Dezember 2023         | unbekannt                         | unbekannt                         |

## Staffel 1
Die erste Staffel, bestehend aus 25 Episoden, wurde zwischen dem 9. Januar und dem 26. Juni 2019 im japanischen Fernsehen gezeigt, wo er im Programm der Fernsehsender Tokyo MX, Sun TV, KBS Kyōto, AT-X, TVA, TVQ und BS11 zu finden war. Der Anime-Streamingdienst Crunchyroll zeigte die 25 Episoden weltweit – Asien ausgenommen – im Simulcast in Originalsprache mit Untertiteln.
Eine deutschsprachige Erstausstrahlung fand zwischen dem 16. Juli und dem 10. Oktober 2020 auf dem Privatsender TNT Comedy statt, wo die Anime-Fernsehserie kurz nach Mitternacht in Doppelfolgen gezeigt wurde und somit zum Fernsehtag des Vortages gezählt wird.
| Nr. (ges.) | Nr. (St.) | Deutscher Titel                    | Originaltitel                                     | Erstausstrahlung Japan | Deutschsprachige Erstausstrahlung (D) |
| ---------- | --------- | ---------------------------------- | ------------------------------------------------- | ---------------------- | ------------------------------------- |
| 1          | 1         | Der Held des Schilds               | 盾の勇者 (Tate no Yūsha)                          | 9. Jan. 2019           | 16. Juli 2020                         |
| 2          | 2         | Das Sklavenmädchen                 | 奴隷の少女 (Dorei no Shōjo)                       | 16. Jan. 2019          | 23. Juli 2020                         |
| 3          | 3         | Katastrophale Welle                | 災厄の波 (Saiyaku no Nami)                        | 23. Jan. 2019          | 23. Juli 2020                         |
| 4          | 4         | Morgendliches Wiegenlied           | 暁の子守唄 (Akatsuki no Komori-uta)               | 30. Jan. 2019          | 30. Juli 2020                         |
| 5          | 5         | Filo                               | フィーロ (Fīro)                                   | 6. Feb. 2019           | 30. Juli 2020                         |
| 6          | 6         | Eine neue Kameradin                | 新しい仲間 (Atarashī Nakama)                      | 13. Feb. 2019          | 6. Aug. 2020                          |
| 7          | 7         | Der Heilige des himmlischen Vogels | 神鳥の聖人 (Kamitori no Seijin)                   | 20. Feb. 2019          | 6. Aug. 2020                          |
| 8          | 8         | Der Fluchschild                    | 呪いの盾 (Noroi no Tate)                          | 27. Feb. 2019          | 13. Juli 2020                         |
| 9          | 9         | Melty                              | メルティ (Meruti)                                 | 6. März 2019           | 13. Aug. 2020                         |
| 10         | 10        | Inmitten der Aufruhr               | 混迷の中で (Konmei no naka de)                    | 13. März 2019          | 20. Aug. 2020                         |
| 11         | 11        | Die Katastrophe ist zurück         | 災厄、再び (Saiyaku, Futatabi)                    | 20. März 2019          | 20. Aug. 2020                         |
| 12         | 12        | Der pechschwarze Eindringling      | 漆黒の異邦者 (Shikkoku no Ihō-sha)                | 27. März 2019          | 27. Aug. 2020                         |
| 13         | 13        | Der Teufel des Schilds             | 盾の悪魔 (Tate no Akuma)                          | 3. Apr. 2019           | 27. Aug. 2020                         |
| 14         | 14        | Unvergängliche Erinnerungen        | 消せない記憶 (Kesenai Kioku)                      | 10. Apr. 2019          | 3. Sep. 2020                          |
| 15         | 15        | Raphtalia                          | ラフタリア (Rafutaria)                            | 17. Apr. 2019          | 3. Sep. 2020                          |
| 16         | 16        | Die Königin der Filolials          | フィロリアルの女王 (Firoriaru no Joō)             | 24. Apr. 2019          | 10. Sep. 2020                         |
| 17         | 17        | Ein altes Versprechen              | 紡がれる約束 (Tsumugareru Yakusoku)               | 1. Mai 2019            | 10. Sep. 2020                         |
| 18         | 18        | Die verbundene Verschwörung        | 連なる陰謀 (Tsuranaru Inbō)                       | 8. Mai 2019            | 17. Sep. 2020                         |
| 19         | 19        | Die vier heiligen Helden           | 四聖勇者 (Shisei Yūsha)                           | 15. Mai 2019           | 17. Sep. 2020                         |
| 20         | 20        | Der Kampf von Gut und Böse         | 聖邪決戦 (Seiya Kessen)                           | 22. Mai 2019           | 24. Sep. 2020                         |
| 21         | 21        | Naofumis triumphale Rückkehr       | 尚文の凱旋 (Naofumi no Gaisen)                    | 29. Mai 2019           | 24. Sep. 2020                         |
| 22         | 22        | Die Vier-Helden-Konferenz          | 勇者会議 (Yūsha Kaigi)                            | 5. Juni 2019           | 1. Okt. 2020                          |
| 23         | 23        | Das (sic!) Archipel Cal Mira       | カルミラ島 (Karu Mira Shima)                      | 12. Juni 2019          | 1. Okt. 2020                          |
| 24         | 24        | Beschützer aus einer anderen Welt  | 異世界の守護者 (Isekai no Shugo-sha)              | 19. Juni 2019          | 8. Okt. 2020                          |
| 25         | 25        | The Rising of the Shield Hero      | 盾の勇者の成り上がり (Tate no Yūsha no Nariagari) | 26. Juni 2019          | 8. Okt. 2020                          |

## Staffel 2

Im Rahmen der Crunchyroll Expo wurde am 1. September 2019 die Produktion einer zweiten und einer dritten Staffel zur Anime-Fernsehserie bekannt gegeben, ohne jedoch einen Sendezeitraum zu nennen. Knapp ein Jahr nach dieser Ankündigung wurde bekannt, dass die Serie im Laufe des Jahres 2021 im japanischen Fernsehen anlaufen werde. Im März 2021 wurde der Sendestart auf Oktober gleichen Jahres festgelegt. Dabei wurde auch angekündigt, dass Crunchyroll die Serie im Simulcast zeigen wird. Im Juli gab das Produktionsteam der Anime-Fernsehserie bekannt, dass sich der Start auf April 2022 verschoben habe.
Im März 2022 wurde der Start der zweiten Staffel in Japan für den 6. April angekündigt. Im deutschsprachigen Raum wird diese, wie die erste Staffel zuvor auch, von Crunchyroll im Simulcast gezeigt.
Die zweite Staffel umfasst 13 Episoden.
| Nr. (ges.) | Nr. (St.) | Deutscher Titel                   | Originaltitel                     | Erstausstrahlung Japan | Deutschsprachige Erstausstrahlung (D) |
| ---------- | --------- | --------------------------------- | --------------------------------- | ---------------------- | ------------------------------------- |
| 26         | 1         | Ein neues Gebrüll                 | 新たな咆哮 (Arata na Hōkō)        | 6. Apr. 2022           | -                                     |
| 27         | 2         | Die Spuren der Geisterschildkröte | 霊亀の足跡 (Reiki no Ashiato)     | 13. Apr. 2022          | -                                     |
| 28         | 3         | Bebender Boden                    | 揺れる大地 (Yureru Daichi)        | 20. Apr. 2022          | -                                     |
| 29         | 4         | Ruinen im Nebel                   | 霧中の遺跡 (Muchū no Iseki)       | 27. Apr. 2022          | -                                     |
| 30         | 5         | Ost Hōrai                         | オスト＝ホウライ (Osuto Hōrai)    | 04. Mai 2022           | -                                     |
| 31         | 6         | Aufholjagd                        | 追駆 (Okkake)                     | 11. Mai 2022           | -                                     |
| 32         | 7         | Das endlose Labyrinth             | 無限迷宮 (Mugenmeikyū)            | 18. Mai 2022           | -                                     |
| 33         | 8         | Abschied im Schnee                | 雪の別れ (Yuki no Wakare)         | 25. Mai 2022           | -                                     |
| 34         | 9         | Humming Fairy                     | ハミングフェーリー (Hamingu Fērī) | 01. Juni 2022          | -                                     |
| 35         | 10        | Der Held des Katanas              | 刀の勇者 (Katana no Yūsha)        | 08. Juni 2022          | -                                     |
| 36         | 11        | Kizuna                            | 絆 (Kizuna)                       | 15. Juni 2022          | -                                     |
| 37         | 12        | Der Grund, um zu kämpfen          | 戦う理由 (Tatakau Riyū)           | 22. Juni 2022          | -                                     |
| 38         | 13        | Blumenopfer der Erinnerungen      | 追憶の献花 (Tsuioku no Kenka)     | 29. Juni 2022          | -                                     |

## Staffel 3
Im Rahmen der Crunchyroll Expo 2019 wurde neben der Produktion einer zweiten Staffel auch die Entstehung einer dritten Staffel angekündigt, ohne dabei einen Sendezeitraum zu nennen. Am 13. September 2023 wurde verkündet, dass die dritte Staffel am 6. Oktober gleichen Jahres im japanischen Fernsehen gezeigt werde.